# Rabi Dżabir
Rabi Dżabir (arab. ربيع جابر) – pisarz i dziennikarz libański, urodzony w 1972 w Bejrucie lub Kafr Nabrach w górach Liban. Studiował fizykę na Amerykańskim Uniwersytecie Bejruckim. Jest redaktorem "Afak", dodatku kulturalnego do ogólnoarabskiego dziennika "Al-Hajat".
Rabi Dżabir tworzy w języku arabskim. Jest autorem piętnastu powieści, w tym jednej trylogii, w których często odwołuje się do historii swojego kraju. Jego debiutancką powieść, Władca ciemności (arab. Sajjid al-atma) z 1992 roku, wyróżnił nagrodą londyński arabskojęzyczny miesięcznik literacki "An-Nakid".
Jego powieść Druzowie z Belgradu. Historia Hanny Jakuba z 2011 została w 2012 r. wyróżniona tzw. "arabskim Bookerem", czyli prestiżową Międzynarodową Nagrodą za Powieść Arabską (arab. Al-Dżai'za al-Alamijja li-ar-Riwaja al-Arabijja, ang. International Prize for Arabic Fiction), przyznawaną od 2008 r. przez Urząd Turystyki i Kultury emiratu Abu Zabi we współpracy z brytyjską Booker Prize Foundation. Dwie inne jego powieści były do tej nagrody nominowane: Amrika (Ameryka, 2009) za 2010 r. i Tujur al-Hulidij In (Ptaki z Holiday Inn, 2011) za 2013 r.
Dotychczas na języki obce przetłumaczono trzy z jego powieści: Rihlat al-Gharnati na niemiecki (jako Die Reise des Granadiners) w 2005 r., Biritus: madina taht al-ard na francuski (jako Berytus, une ville sous terre) w 2009 r. i Duruz Bilghrad. Hikajat Hanna Jakub na polski (jako Druzowie z Belgradu. Historia Hanny Jakuba) w 2013 w. przekładzie Marcina Michalskiego, wyd. Biuro Literackie (Wrocław).

## Dzieła
- 1992: Sajjid al-atma (سيّد العتمة, Władca ciemności)
- 1995: Szaj aswad (شاي أسود, Czarna herbata)
- 1996: Al-Bajt al-achir (البيت الأخير, Ostatni dom)
- 1996: Al-Farasza az-zarka (الفراشة الزرقاء, Błękitny motyl)
- 1997: Ralf Rizk Allah fi al-mirat (رالف رزق الله في المرآة, Ralf Rizk Allah w lustrze)
- 1997: Kuntu amiran (كنت أميراً, Byłem księciem)
- 1998: Nazra achira ala Kin Say (نظرة أخيرة على كين ساي, Ostatnie spojrzenie na Kin Saj)
- 1999: Jusuf al-Inglizi (يوسف الإنجليزي, Jusuf Anglik)
- 2002: Rihlat al-Gharnati (رخلة الغرناطي, Podróż Granadyjczyka)
- 2003: Bajrut madinat al-alam (بيروت مدينة العالم, Bejrut miasto świata)
- 2005: Biritus madinat taht al-ard (بيريتوس: مدينة تحت الأرض, Beritos: miasto pod ziemią)
- 2005: Bajrut madinat al-alam 2 (بيروت مدينة العالم 2, Bejrut miasto świata, cz. 2)
- 2005: Takrir Mehlis(تقرير مهليس, Raport Mehlisa)
- 2007: Bajrut madinat al-alam 3 (بيروت مدينة العالم, Bejrut miasto świata, cz. 3)
- 2008: Al-Itirafat (الاعترافات, Wyznania)
- 2009: Amirka (أميركا, Ameryka)
- 2011: Duruz Bilghrad. Hikajat Hanna Jakub (دروز بلغراد, Druzowie z Belgradu. Historia Hanny Jakuba), wyd. pol. 2013, tłum. Marcin Michalski, Biuro Literackie, Wrocław
- 2011: Tujur al-Hulidij In (طيور الهوليداي إن, Ptaki z Holiday Inn)